# Doctrina Guerásimov

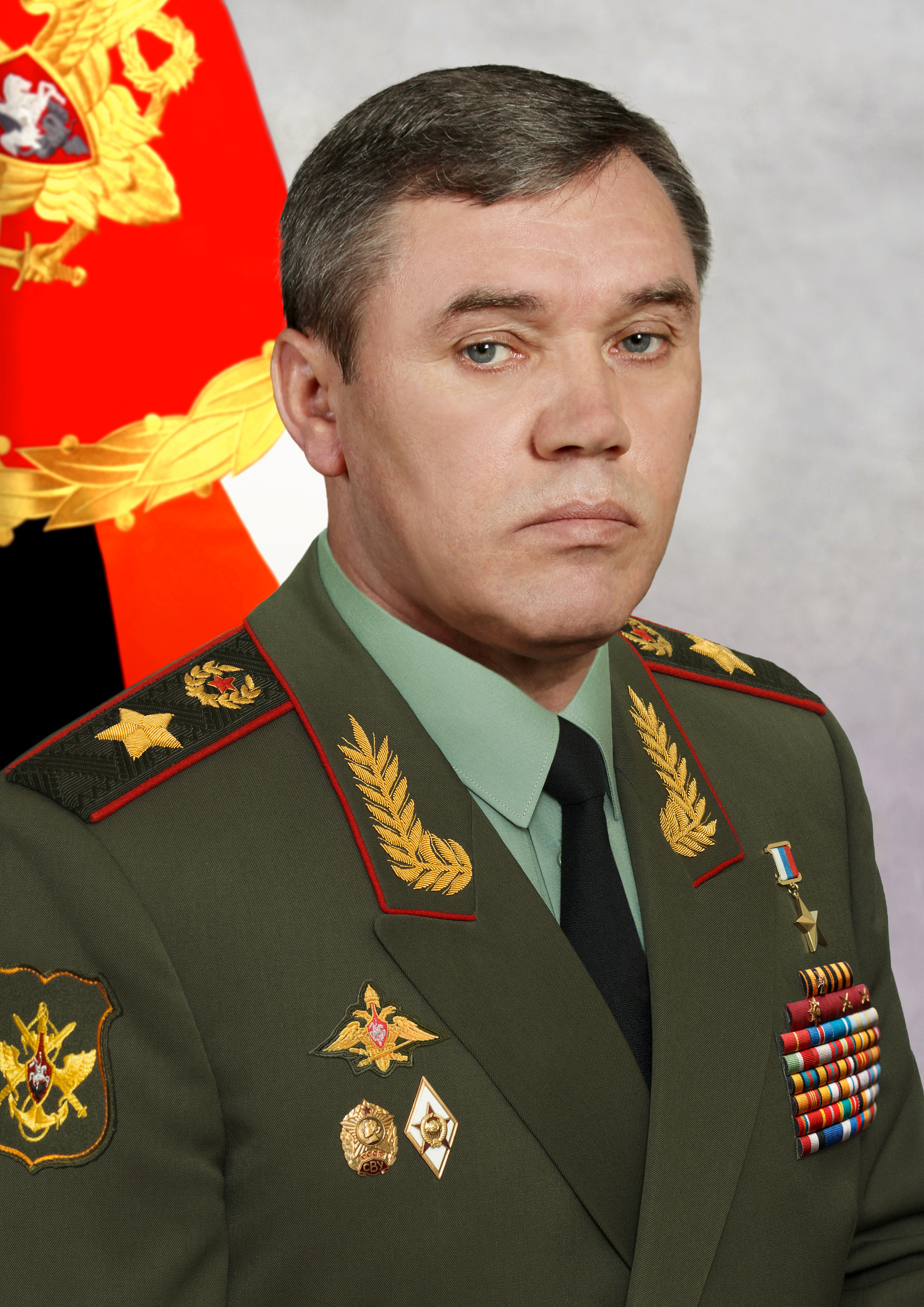
General Valeri Guerásimov, Jefe del Estado Mayor de las Fuerzas Armadas de Rusia

La Doctrina Guerásimov, llamada así en honor al Jefe del Estado Mayor de las Fuerzas Armadas rusas, general Valeri Guerásimov, es una doctrina pseudomilitar utilizada por medios de comunicación occidentales y algunos analistas rusos. Se basa en las opiniones de Gerasimov sobre la guerra contemporánea de Estados Unidos, colocando al conflicto y la guerra interestatales a la par de las actividades políticas, económicas, informativas,  humanitarias y otras actividades no militares. El término fue acuñado por Mark Galeotti.
La idea de la existencia de una "Doctrina Guerásimov" es cuestionada, ya que consideran que los elementos clave de la Doctrina Guerásimov subyacen al concepto de Guerra de Nueva Generación. Muchos también argumentan que Guerásimov nunca quiso presentar una doctrina y más bien pidió a los científicos de la Academia Rusa de Ciencias Militares que investigaran para ayudarlo a comprender las nuevas formas de guerra occidental.

## Historia
El término Doctrina Guerásimov fue acuñado por Mark Galeotti en su blog "En las sombras de Moscú".  Galeotti creyó erróneamente que Guerásimov presentó sus puntos de vista sobre la guerra futura en un artículo publicado en el Voenno-Promyshlennyi Kurier titulado "Tsennost' nauki v predvidenii' (El valor de la ciencia en la previsión) en la edición del 27 de febrero - 5 de marzo de 2013.  El artículo de Guerásimov fue la transcripción de su discurso y presentación anual en la Academia Rusa de Ciencias Militares en marzo de 2013, cuando intentaba explicar la forma en que Occidente participa en la guerra y la creciente importancia de los instrumentos no militares para lograr objetivos militares. En otras palabras, eran las opiniones de Guerásimov sobre las formas contemporáneas de hacer la guerra de los Estados Unidos. Este artículo fue reimpreso en la revista en inglés Military Review, y posteriormente citado muchas veces en la prensa occidental.

## Las opiniones de Guerásimov sobre la guerra futura
La doctrina exige una proporción de 4:1 entre acciones no militares y militares. Guerásimov enfatiza "la importancia de controlar el espacio de información y la coordinación en tiempo real de todos los aspectos de una campaña, además del uso de ataques dirigidos en lo profundo del territorio enemigo y la destrucción de infraestructura civil y militar crítica."  También propone utilizar a las unidades militares regulares "con el disfraz de fuerzas de mantenimiento de la paz o de gestión de crisis".

### Acción militar
- Medidas militares de disuasión estratégica
- Despliegue estratégico
- Guerra
- Operaciones de mantenimiento de la paz

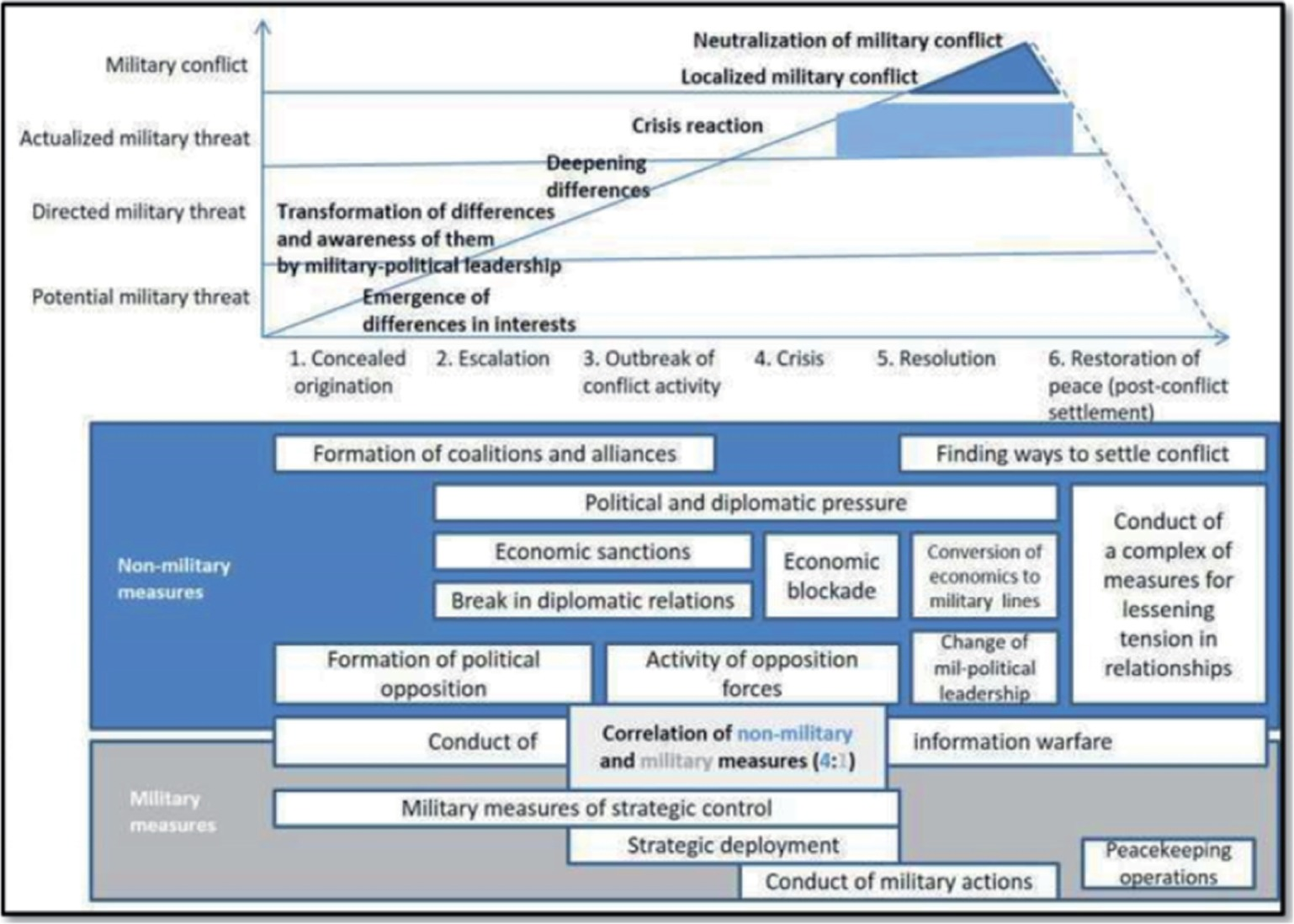
Etapas y procesos de la guerra híbrida

### Acciones no militares
- Formación de coaliciones y alianzas
- Presión política y diplomática
- Sanciones económicas
- Bloqueo económico
- Ruptura de relaciones diplomáticas
- Formación de oposición política
- Acción de las fuerzas de oposición
- Conversión de la economía del país a la vía militar
- Encontrar formas de resolver el conflicto
- Cambiar el liderazgo político del país
- Implementación de un conjunto de medidas para reducir las tensiones en las relaciones tras el cambio de liderazgo político

Además, la doctrina supone una "confrontación informativa", sin especificar si estas actividades son militares o no militares.

### Interpretación occidental de la doctrina
Sus elementos clave se basan en las raíces históricas de la doctrina militar anterior de Rusia y muestran una similitud con las disposiciones de la doctrina de "Guerra sin restricciones" de China, publicada en 1999. Se cree que esta doctrina puede verse como una reinterpretación en las realidades del siglo XXI del conocido concepto de guerra no convencional, que en la terminología militar rusa moderna se denomina "no lineal". En este marco, el objetivo principal de la "guerra no lineal" es lograr los resultados estratégicos y geopolíticos deseados, utilizando una amplia gama de métodos y medios no militares: diplomacia explícita y encubierta, presión económica, ganarse la simpatía de la población local, etc.
Según el ejército estadounidense, la "Doctrina Guerásimov" representa la encarnación más completa de los últimos logros del pensamiento militar ruso en un nuevo tipo de guerra, que demuestra la integración de todas las capacidades de influencia nacional para lograr ventajas estratégicas. Además, señala que invierte algunos de los paradigmas fundamentales de la confrontación armada que se establecieron en las obras de Carl von Clausewitz y se han considerado inmutables durante siglos. Según von Clausewitz, la guerra era una "continuación de la política, pero por otros medios", en la "Doctrina Gerasimov"  la guerra no es una continuación de la política, sino la política como una continuación de la guerra, enfatizando que la conducción eficaz de la política puede implicar un arsenal más amplio de medios y métodos no militares.
La "Doctrina Guerásimov" busca explotar los eslabones débiles del principio occidental de toma de decisiones gerenciales, que se basa en un sistema de controles y equilibrios que implica un análisis exhaustivo de la situación, larga discusión pública y amplia coordinación de los esfuerzos de varias agencias.

## Aplicación de la doctrina
Dada la fecha de publicación del informe Guerásimov y las acciones posteriores de Rusia, muchos expertos se inclinan a vincular estos eventos y señalar directamente el uso de la doctrina por parte de Rusia contra Ucrania y Estados Unidos

## Crítica
La mayoría de los expertos rusos creen que Guerásimov no presentó nada nuevo y dudan de la existencia de tal doctrina.Mark Galeotti afirmó en un artículo para Foreign Policy que la famosa "Doctrina Guerásimov", que en Occidente se entiende como una "teoría ampliada de la guerra moderna" o incluso "una visión de la guerra total", no existe en la realidad, y que él mismo es el inventor de este término. En un artículo de 2018 para Critical Studies on Security, Galeotti afirmó: "Esta no es una 'nueva forma de guerra'. No es la de Guerásimov y no es una doctrina".